# 村松文代
村松 文代（むらまつ ふみよ、1959年2月15日 - ）は、IBC岩手放送に所属するアナウンサー兼ニュースデスク（同社報道部専任部長兼報道デスク）。

## 来歴
長野県飯田市出身。早稲田大学商学部を卒業後、1981年にIBCに入社。
入社した年に『飛び出せ!全国DJ諸君』でグランプリを受賞。その後、『ニュースエコー』のキャスターを務めたことなどで、岩手県内で有名な存在となる。テレビのほか、ラジオでもインタビュー番組『風のグラフィティ』（中三一社提供番組）のパーソナリティを務め、毎週1人ずつ100人以上の人物の聞き手となった。
若手の頃、岩手競馬が企画した女性騎手招待レースレディスカップのために、岩手県で初となる女性競馬実況アナウンサーを務めたことがある。
2005年には『裁判員制度全国フォーラム』のパネリストを務めた。このほか、県内各地で行われるイベントや集会の司会・進行役も務めている。
1988年に、1998年の冬季オリンピックの国内立候補地が長野市、盛岡市、旭川市、山形市の決選の末、長野市に決まったということがあったが、当時既に盛岡暮らしが7年過ぎと長くなっていたため、自分の出身地でありながら「長野に取られた」というような思いであったというが、長野出身ということで周りから少々睨まれたこともあったという。

## 担当番組

### テレビ番組
- ニュースエコー（1986年 - 1999年3月、2004年4月 - 2009年3月）
- 岩手日報IBCニュース

### ラジオ番組
- 小さな森の音楽会[1]
- おはよう朝一番[6]
- 風のグラフィティ[6]
- ワイドステーション - 月曜担当
- ブリージーカフェ
- 朝からRADIO（2009年4月 - ） - 木曜・金曜担当 → 水曜 - 金曜担当　→水曜・木曜担当
- 春夏秋冬〜ミュージック・セレクション（2010年4月 - ）
- リクエストマンデー（2010年4月 - 2012年3月、2012年10月 - 2014年3月）
- 村松文代のフォア〜♪（2011年4月 - ）
- TOKIMEKI FEELING（2012年10月 - 2013年3月）